# Liste des monuments historiques de Chinon
Ce tableau présente la liste de tous les monuments historiques classés ou inscrits dans la ville de Chinon, Indre-et-Loire, en France.

## Liste
| Monument                                | Adresse                                               | Coordonnées                      | Notice         | Protection     | Date           | Illustration                            |
| --------------------------------------- | ----------------------------------------------------- | -------------------------------- | -------------- | -------------- | -------------- | --------------------------------------- |
| Collégiale Saint-Mexme                  | Place Saint-Mesme                                     | 47° 10′ 05″ nord, 0° 14′ 43″ est | « PA00097659 » | Classé         | 1840           | Collégiale Saint-Mexme                  |
| Caves peintes                           | Impasse des Caves-Peintes                             | 47° 10′ 03″ nord, 0° 14′ 20″ est | « PA00097668 » | Inscrit        | 1932           | Caves peintes                           |
| Chapelle Sainte-Radegonde               | Rue du Coteau-de-Sainte-Radegonde                     | 47° 10′ 06″ nord, 0° 15′ 13″ est | « PA00097660 » | Classé         | 1967           | Chapelle Sainte-Radegonde               |
| Château de Chinon                       |                                                       | 47° 10′ 05″ nord, 0° 14′ 10″ est | « PA00097661 » | Classé         | 1840 1926      | Château de Chinon                       |
| Château de Fromentières                 | C.G.C. 118                                            | 47° 12′ 22″ nord, 0° 13′ 45″ est | « PA00097662 » | Inscrit        | 1949           | Château de Fromentières                 |
| Château de la Vauguyon                  |                                                       | 47° 12′ 22″ nord, 0° 13′ 45″ est | « PA00097663 » | Classé Inscrit | 1995           | Château de la Vauguyon                  |
| Commanderie de l'Hôpital                | 61 rue Voltaire Rue de la Chapelle                    | 47° 10′ 02″ nord, 0° 14′ 14″ est | « PA00097684 » | Inscrit        | 1966           | Commanderie de l'Hôpital                |
| Couvent des Calvairiennes               | Rue de Tours                                          | 47° 10′ 07″ nord, 0° 13′ 57″ est | « PA00097664 » | Inscrit        | 1966           | Couvent des Calvairiennes               |
| Église Notre-Dame-de-l'Épine de Parilly | Parilly                                               | 47° 08′ 43″ nord, 0° 13′ 57″ est | « PA00097667 » | Classé         | 1926           | Église Notre-Dame-de-l'Épine de Parilly |
| Église Saint-Étienne                    | Saint-Étienne Rue Philippe-de-Commines                | 47° 10′ 01″ nord, 0° 14′ 09″ est | « PA00097665 » | Inscrit        | 1962           | Église Saint-Étienne                    |
| Église Saint-Maurice                    | Rue Voltaire                                          | 47° 10′ 01″ nord, 0° 14′ 10″ est | « PA00097666 » | Classé         | 1913           | Église Saint-Maurice                    |
| Fort Saint-Georges                      |                                                       | 47° 10′ 06″ nord, 0° 14′ 19″ est | « PA00097669 » | Classé         | 1926 1927 1931 | Fort Saint-Georges                      |
| Hôtel                                   | 52 rue Haute-Saint-Maurice                            | 47° 10′ 02″ nord, 0° 14′ 12″ est | « PA00097682 » | Inscrit        | 1978           | Hôtel                                   |
| Hôtel                                   | 28 rue Hoche                                          | 47° 10′ 02″ nord, 0° 14′ 44″ est | « PA00097673 » | Inscrit        | 1967           | Hôtel                                   |
| Hôtel Bodard de la Jacopière            | 81 rue Haute-Saint-Maurice 6 quai Charles-VII         | 47° 10′ 02″ nord, 0° 14′ 05″ est | « PA00097688 » | Inscrit        | 2016           | Hôtel Bodard de la Jacopière            |
| Hôtel de Chavigny                       | 6 rue de Buffon Rue Lavoisier                         | 47° 10′ 02″ nord, 0° 14′ 47″ est | « PA00097670 » | Inscrit        | 1983           | Hôtel de Chavigny                       |
| Hôtel des Gouverneurs                   | Bas-du-Château 48 rue Voltaire                        | 47° 10′ 02″ nord, 0° 14′ 14″ est | « PA00097671 » | Inscrit        | 1963           | Hôtel des Gouverneurs                   |
| Hôtel des Monnaies                      | 20 rue du Grenier-à-Sel                               | 47° 10′ 01″ nord, 0° 14′ 19″ est | « PA00097672 » | Inscrit        | 1967           | Hôtel des Monnaies                      |
| Hôtel Poirier de Beauvais               | 11 place du Huit-Septembre                            | 47° 10′ 02″ nord, 0° 14′ 11″ est | « PA00097683 » | Inscrit        | 1979           | Hôtel Poirier de Beauvais               |
| Jeu de paume                            | 10 rue du Jeu-de-Paume                                | 47° 09′ 58″ nord, 0° 14′ 32″ est | « PA37000037 » | Inscrit        | 2015           | Jeu de paume                            |
| Maison                                  | 65 rue Voltaire Rue de la Chapelle                    | 47° 10′ 02″ nord, 0° 14′ 13″ est | « PA00097685 » | Inscrit        | 1963           | Maison                                  |
| Maison aux Dragons engoulants           | 45 rue Voltaire Rue du Grand-Carroi                   | 47° 10′ 01″ nord, 0° 14′ 16″ est | « PA00097681 » | Inscrit        | 1963           | Maison aux Dragons engoulants           |
| Maison des États généraux               | 44 rue Voltaire                                       | 47° 10′ 02″ nord, 0° 14′ 16″ est | « PA00097680 » | Inscrit        | 1926           | Maison des États généraux               |
| Maison à pans de bois                   | 71 rue Jean-Jacques-Rousseau 30 rue Marceau           | 47° 10′ 02″ nord, 0° 14′ 34″ est | « PA00097675 » | Inscrit        | 1963           | Maison à pans de bois                   |
| Maison à pans de bois                   | 73 rue Jean-Jacques-Rousseau 23 rue Marceau           | 47° 10′ 02″ nord, 0° 14′ 34″ est | « PA00097676 » | Inscrit        | 1962           | Maison à pans de bois                   |
| Maison à pans de bois                   | 34 rue Voltaire 1 rue Jeanne d'Arc                    | 47° 10′ 02″ nord, 0° 14′ 16″ est | « PA00097678 » | Inscrit        | 1926           | Maison à pans de bois                   |
| Maison du Pilier Saint-Étienne          | 91 rue Jean-Jacques-Rousseau Rue Philippe-de-Commines | 47° 10′ 01″ nord, 0° 14′ 42″ est | « PA00097674 » | Inscrit        | 1927           | Maison du Pilier Saint-Étienne          |
| Maison de Rabelais                      | 2 rue Rabelais 2 rue de la Lamproie                   | 47° 09′ 57″ nord, 0° 14′ 28″ est | « PA00097677 » | Inscrit        | 1926           | Maison de Rabelais                      |
| Maison rouge                            | 38 rue Voltaire                                       | 47° 10′ 02″ nord, 0° 14′ 16″ est | « PA00097679 » | Inscrit        | 1926           | Maison rouge                            |
| Maîtrise des eaux et forêts             | 82 rue Voltaire                                       | 47° 10′ 03″ nord, 0° 14′ 05″ est | « PA00097686 » | Classé         | 1920           | Maîtrise des eaux et forêts             |
| Manoir de la Fuye                       |                                                       | 47° 11′ 52″ nord, 0° 15′ 50″ est | « PA00097687 » | Inscrit        | 1965           | Manoir de la Fuye                       |
| Palais du Bailliage                     | 73 rue Voltaire 1 rue du Palais                       | 47° 10′ 01″ nord, 0° 14′ 11″ est | « PA00097689 » | Inscrit        | 1962           | Palais du Bailliage                     |